# Trapez circumscriptibil

Trapez circumscriptibil

În geometria euclidiană un trapez circumscriptibil este un trapez ale cărui patru laturi sunt toate tangente la cercul înscris în trapez. Este cazul particular al unui patrulater circumscriptibil în care o pereche de laturi opuse sunt paralele. Ca și în cazul altor trapeze, laturile paralele sunt numite baze. Laturile neparalele pot fi egale (la trapezele circumscriptibile isoscele), dar nu este obligatoriu să fie.

## Caracteristici
Dacă cercul este tangent la laturile AB și CD în W și, respectiv, în Y, atunci un patrulater circumscriptibil ABCD este un trapez cu laturile paralele AB și CD dacă și numai dacă:Thm. 2
{\displaystyle AW\cdot DY=BW\cdot CY}
iar AD și BC sunt laturile paralele ale trapezului dacă și numai dacă
{\displaystyle AW\cdot BW=CY\cdot DY.}

## Arie
Expresia ariei unui trapez poate fi simplificată folosind teorema lui Pitot pentru a o aplica unui trapez circumscriptibil. Dacă bazele au lungimile a și b, iar oricare dintre celelalte două laturi au lungimea c, atunci aria K este dată de formula (valabilă doar dacă bazele sunt paralele, dar trapezul satisface cerința)
{\displaystyle K={\frac {a+b}{|b-a|}}{\sqrt {ab(a-c)(c-b)}}.}
Aria poate fi calculată în funcție de lungimile tangentelor e, f, g, h cu formula:p.129
{\displaystyle K={\sqrt[{4}]{efgh}}(e+f+g+h).}

## Raza cercului înscris
Cu aceleași notații de la arie, raza cercului înscris este
{\displaystyle r={\frac {K}{a+b}}={\frac {\sqrt {ab(a-c)(c-b)}}{|b-a|}}.}
Raza cercului înscris poate fi calculată și în funcție de lungimile tangentelor:p.129,
{\displaystyle r={\sqrt[{4}]{efgh}}}
unde e, f, g, h sunt lungimile segmentelor dintre vârfurile A, B, C, D și punctele de tangență. 
Dacă bazele sunt AB și DC, atunci raza cercului înscris poate fi calculată și cu formula
{\displaystyle r={\sqrt {eh}}={\sqrt {fg}}.}
Diametrul cercului înscris este egal cu înălțimea trapezului (circumscriptibil).

## Proprietățile centrului cercului înscris
Dacă cercul este tangent la baze în punctele P și Q, atunci P, I și Q, unde I este centrului cercului înscris, sunt coliniare.
În trapezul circumscriptibil ABCD cu bazele AB și DC unghiurile AID și BIC sunt unghiuri drepte.

## Alte proprietăți
Segmentul care unește mijloacele laturilor neparalele (bimediana) are lungimea egală cu un sfert din perimetrul trapezului. De asemenea, este egal cu jumătate din suma bazelor, ca în toate trapezele.
Dacă se trasează două cercuri, fiecare cu un diametru care coincide cu laturile neparalele ale trapezului circumscriptibil, atunci aceste două cercuri sunt tangente unul la celălalt.

## Trapez dreptunghic circumscriptibil

Trapez dreptunghic circumscriptibil

Un trapez dreptunghic circumscriptibil este un trapez circumscriptibil în care două unghiuri adiacente sunt unghiuri drepte. Dacă bazele au lungimile a și b, atunci raza cercului înscris este
{\displaystyle r={\frac {ab}{a+b}}.}
Deci diametrul cercului înscris este media armonică a bazelor.
Aria trapezului dreptunghic circumscriptibil este
{\displaystyle \displaystyle K=ab}
iar perimetrul său este
{\displaystyle \displaystyle P=2(a+b).}

## Trapez isoscel circumscriptibil

Orice trapez isoscel circumscriptibil este un patrulater bicentric

Un trapez isoscel circumscriptibil este un trapez circumscriptibil în care laturile neparalele sunt egale. Deoarece un trapez isoscel este și un patrulater inscriptibil, un trapez isoscel circumscriptibil este un patrulater bicentric. Adică are atât un cerc înscris, cât și un cerc circumscris.
Dacă bazele sunt a și b, atunci raza cercului înscris este
{\displaystyle r={\tfrac {1}{2}}{\sqrt {ab}}.}
Obținerea acestei formule a fost o simplă problemă Sangaku din Japonia. Din teorema lui Pitot rezultă că lungimea unei laturi neparalele este jumătate din suma lungimilor bazelor. Deoarece diametrul cercului înscris este rădăcina pătrată a produsului bazelor, un trapez isoscel circumscriptibil oferă o interpretare geometrică frumoasă a mediei aritmetice și mediei geometrice a bazelor ca lungimea unei laturi care nu este o bază și respectiv diametrul cercului înscris (înălțimea trapezului, distanța dintre baze).
Aria K a unui trapez isoscel circumscriptibil cu bazele a și b este dată de
{\displaystyle K={\tfrac {1}{2}}{\sqrt {ab}}(a+b).}